# (37472) 7613 P-L
7613 P-L (asteroide 37472) é um asteroide da cintura principal. Possui uma excentricidade de 0.09674340 e uma inclinação de 7.22058º.
Este asteroide foi descoberto no dia 17 de outubro de 1960 por Cornelis Johannes van Houten e Ingrid van Houten-Groeneveld e Tom Gehrels em Palomar.